# HD99729
HD99729 — хімічно пекулярна зоря спектрального класу F5, що має видиму зоряну величину в смузі V приблизно  9,1.
Вона  розташована на відстані близько 639,5 світлових років від Сонця.